# Johann Simon von Kerner
Johann Simon von Kerner,  (  1755 -  1830 ) foi um botânico alemão.

## Biografia
Foi professor de botânica  na  "Hohen Carlsschule" de Stuttgart, e um dos mestres do naturalista Georges Cuvier (1769-1832). Ele mesmo redigiu e ilustrou numerosas obras de botânica aplicadas à economia.
Entre  1803 e  1815,  publicou uma obra histórica em francês sobre a vinha sob o título Le Raisin: ses espèces et variétés dessinées et colorées d'après nature, comportando uma série de  doze  pranchetas  de ilustrações  feitas por ele mesmo. Como foi igualmente o autor de várias obras sobre a vinificação, lhe é atribuido, sem razão, a descoberta e o nome da videira alemã "Kerner". Na realidade, esta videira deve o seu nome a um homônimo contemporânio, o poeta e médico Justinus Kerner (1786-1862) que viveu em Weinsberg,  perto do "Instituto Estadual de Pesquisa sobre Vinificação", onde ele e equipe obtiveram em 1929, a videira Kerner a partir do cruzamento das videiras  Trollinger e Riesling. 
Este cientista descreveu três variedades de salgueiros, duas espécies de  gerânios e uma strelitzia.  Estudou e deu o nome científico da  Raphanus sativus variedade  niger (Mill.) J.Kern.).
O gênero Kernera da família  das  Brassicaceae  foi nomeado em sua homenagem

## Fonte
- Regelmann JP. Wie guter, alter Wein. Geschichte und Geschmack eines ganz besonderen Safts